# 램페이지 (1987년 영화)
《램페이지》(영어: Rampage)는 미국에서 제작된 1987년 범죄 스릴러 드라마 영화이다. 윌리엄 프리드킨이 연출, 각본, 제작을 맡고, 마이클 빈 등이 출연하였다.
이 영화는 1986년 캘리포니아주 스톡턴에서 촬영되었다. 1987년 9월 보스턴 영화제에서 상영되었으며, 1980년대 말 일부 유럽 국가에서 극장 개봉되었다.

## 줄거리
편집증에서 기인한 망상 속에서 피해자들의 시체를 훼손하고 피를 마신 연쇄 살인범이 붙잡힌 뒤 사형 판결을 받아 내려는 검사와 정신 이상 항변으로 무죄를 주장하는 피고측 변호인이 법정 공방을 벌인다.

## 출연진
- 마이클 빈
- 앨릭스 맥아더
- 니컬러스 캠벨
- 데버라 밴보컨버그
- 존 하킨스
- 아트 러플루어
- 빌리 그린 부시
- 로이스 D. 애플게이트
- 그레이스 저브리스키
- 카를로스 팔로미노
- 로이 런던
- 도널드 호턴
- 앤디 로마노
- 패트릭 크로닌
- 휫 허트퍼드
- 브렌다 릴리
- 로저 놀런
- 로절린 마셜
- 조지프 휩

## 기타 제작진
- 배역: 릭 몽고메리
- 미술: 버디 콘
- 세트: 낸시 나이